# Клевезаль, Владимир Робертович
Клевезаль, Владимир Робертович [фон] (1 июля 1856, Писаревка (Унечский район) — 18 мая 1920, Петроград) — генерал-майор (с 1912), кавалер орденов Св. Станислава 2-й ст. (1902) Св. Анны 2-й ст. (1909) и Св. Владимира 3-й ст. (1912), командир лейб-гвардии Кирасирского Её Величества полка, герой Первой мировой войны.

## Биография
Представитель русского дворянского рода Владимир Робертович Клевезаль родился в имении отца под Харьковом. Несмотря на то, что эта ветвь рода частично сохранила лютеранское вероисповедание, приставка фон в российских документах часто опускалась. Сын генерал-майора Кирасирскаго Ея Императорскаго Высочества Цесаревны полка Роберта Фёдоровича фон Клевезаля, Владимир Робертович родился 1 июля 1856 года и был крещён в православной вере. Отчасти это может быть связано желанием отца подчеркнуть верность Российскому престолу: несмотря на то что род Клевезалей происходил из старинного мекленбургского дворянства, майор был внесён во вторую часть дворянской родословной книги Харьковского Дворянского Депутатского Собрания по собственным своим заслугам. Кроме того Владимир Робертович заведовал лазаретом Великого Князя Михаила Александровича в Гатчине (Багговутовская, 9).
Окончив Ростовское реальное училище в 1877 году, Владимир Робертович был определён в Николаевское кавалерийское училище (1879).

## Служба
Владимир Робертович пошёл по стопам отца и с 7 сентября 1877 года был определён в лейб-гвардии Кирасирский Её Величества полк. С 8 августа 1879 года служил в чине корнета, 1 января 1885 года произведён в поручики, а 1 апреля 1890 года в штабс-ротмистры. С 5 апреля 1898 года — ротмистр лейб-гвардии Кирасирского Её Величества Государыни Императрицы Марии Фёдоровны полка. К октябрю 1903 года ротмистр Клевезаль передал командование 2-й эскадроном Кирасир Её Величества ротмистру Свечину, будущему генералу и герою Русско-японской войны. С 6 декабря 1906 Клевезаль — полковник и состоит в распоряжении великого князя Михаила Александровича. 23 ноября 1910 года «за отличие по службе» с назначением состоять в распоряжении великого князя Михаила Александровича с зачислением по гвардейской кавалерии.
25 марта 1912 Владимир Робертович был произведён в генерал-майоры со старшинством по Высочайшему повелению и с 7 апреля 1913 состоял по Военному министерству.
В 1916—1917 годы Владимир Робертович принимал участие в Первой мировой. С 18 июля 1916 он был назначен генералом для поручений при командующем 12-й армией.
Скончался в Петрограде. Похоронен на Смоленском кладбище.

## Награды
- 1893 — Орден Св. Станислава 3-й степени[6]
- 1896 — Орден Св. Анны 3-й степени[6]
- 1902 — Орден Св. Станислава 2-й степени[3]
- 06.12.1909 — Орден Св. Анны 2-й степени[15]
- 06.12.1912 — Орден Св. Владимира 3-й степени[16]
- 26.11.1916 — мечи к ордену Св. Владимира 3-й степени «за отличие в делах против неприятеля».[1]

## Семья
Владимир Робертович был младшим братом публициста Федора Робертовича и старшим братом хирурга Николая Робертовича, а также известного психиатра Евгения Робертовича. В 1909 году Владимир Робертович женился и имел двоих детей. Жена — Наталия Ивановна Клевезаль (1855 — 25 декабря 1917) оставила мужа вдовцом, умерев вскоре после Революции. Семья Клевезаль проживала в Гатчине на Багговутовской ул., 19.

## Биографические статьи
- Клевезаль, Владимир Робертович. // Проект «Русская армия в Великой войне».